# キリンプロ
株式会社キリンプロは、東京都渋谷区代々木に本社を置く芸能事務所。熱海と大阪に支社（熱海支社・大阪支社）を、仙台と福岡に支部（仙台支部・福岡支部）を持つ。

## 主な所属タレント
2019年8月23日 (金) 14:18 (UTC) 現在

### 男性
- 伴大介
- 白山照彦
- 渥美則行
- 後藤俊樹
- 岩塚諒司
- 鈴木遥太
- 池上空夢
- 久保井七豊
- 古木花咲使

### 女性
- 前田いつこ
- 宮崎裕子
- 市麻充子
- 伊藤富士子
- 天野里咲
- 秋山莉奈
- 菜摘
- 芳賀優里亜
- 森絵梨佳
- 藤飯玲菜
- 新名星花

## 過去の所属者

### 男性
- 油谷智也
- 石崎直
- 岩坂拓未
- 岩本海
- 川村広輝
- 木下光輝
- 熊木翔
- 小林翼
- 高野ちん太郎
- 武田航介
- 寺田健人
- 土屋シオン
- 伴大介
- 平野孝世
- 南叫
- 宮城孔明
- 宮野達矢
- 村野武範
- 最上友太朗
- 渡辺彼野人
- 矢嶋源

### 女性
- 岩田麻衣
- 岩田ゆい
- 大和田萌
- 奥村夏未
- 尾崎碧里
- 小島あやめ
- 小島梨里杏
- 杉本帙
- 高柳樹莉亜
- 竹田真恋人
- 田中明
- 谷村聡美
- 俵小百合
- 俵有希子
- 鍋本凪々美
- 鍋本帆乃香
- 橋本彩花
- 坂野真弥
- 平岡映美
- 守屋亨香
- 山内亜美
- 渡辺はるか